# Шортер, Уэйн
Уэйн Шортер (англ. Wayne Shorter; 25 августа 1933[…], Ньюарк, Нью-Джерси — 2 марта 2023, Лос-Анджелес, Калифорния) — американский джазовый саксофонист и композитор.
Шортер обрёл известность как саксофонист и композитор коллектива Арта Блэйки Jazz Messengers в 1950-х годах. В 1964 он присоединился к квинтету трубача Майлза Дейвиса, для которого также писал музыку. Один из основателей джаз-фьюжн коллектива Weather Report, с 2000 года лидер собственного джазового квартета. Часто выступал и записывался с Херби Хэнкоком, а также со многими другими известными джазовыми и рок-музыкантами. 11 премий «Грэмми», в том числе в престижной номинации «За достижения всей жизни» (2015). В 2017 году был награждён премией Polar Music Prize.

## Биография

### Ранние годы
Уэйн Шортер родился в афроамериканской семье в городе Ньюарк (штат Нью-Джерси). Посещал Высшую школу искусств в Ньюарке. Любил музыку и воодушевившись отцом стал изучать кларнет; его старший брат Алан играл на альт-саксофоне, прежде чем поступил в класс трубы в колледж. В старшей школе Уэйн играл с коллективом Nat Phipps Band. Окончил музыкальный факультет Нью-Йоркского университета в 1956, затем служил 2 года в армии, которые свели его с пианистом Хорасом Сильвером. После армии играл с Мейнардом Фергюсоном. В молодости Уэйн Шортер получил прозвище «Mr. Gone», которое впоследствии дало название одному из альбомов группы Weather Report. В 1958 году Шортер присоединился к Jazz Messengers Арта Блейки, где пробыл четыре года и в конце концов стал музыкальным директором коллектива. Вместе они совершили поездку по США, Японии и Европе, записали несколько признанных альбомов, а также сочинили множество произведений. За это время Шортер «зарекомендовал себя как один из самых одарённых молодых саксофонистов» и получил международное признание.
В раннем возрасте на Шортера повлияли Сонни Роллинз, Джон Колтрейн и Коулмен Хокинс.

### С Майлсом Дейвисом (1964—1970)
В 1964 году Майлзу Дейвису удалось привлечь Шортера в свой квинтет, хотя ещё в 1960-м Джон Колтрейн предлагал кандидатуру Уэйна Шортера на своё место после ухода из группы Майлса. В 1967 году Шортер стал участником квинтета вместе с Херби Хэнкоком, Роном Картером и Тони Уильямсом, и этот состав впоследствии получил название Второго великого квинтета (чтобы отличать его от квинтета с Колтрейном). Коллектив снискал мировую славу, во многом благодаря композициям Уэйна Шортера (таким, как «Prince of Darkness», «E.S.P.», «Footprints», «Sanctuary», «Nefertiti» и другим). Шортер некоторое время продолжал работать с Майлзом после распада квинтета в 1968 году. Его можно услышать на ранних и ключевых пластинках Майлса в стиле джаз-фьюжн, как «In a Silent Way» (1969) и «Bitches Brew» (1970). Последние концертные выступления и студийные записи с Дэвисом прошли в 1970 году.
Хэнкок говорил о роли Шортера в коллективе: «Мастером-писателем для меня в этом коллективе был Уэйн Шортер, и он все ещё мастер. Уэйн был одним из немногих людей, которые давали музыку Майлзу, которая не менялась». Дэвис говорил: «Уэйн — настоящий композитор, он записывает части для всех так, как этого бы хотели музыканты…»
Ян Карр, музыкант и автор путеводителя Rough Guide, утверждает, что с Дэвисом Шортер нашёл свой собственный голос в качестве исполнителя и композитора. «Жесткие ритмы Блейки вызвали мускулистость в теноровом исполнении Шортера, но большая свобода ритм-секции Дэвиса позволила ему исследовать новые эмоциональные и технические аспекты».
До 1968 года Шортер играл исключительно на тенор-саксофоне. Заключительным альбомом, в котором он играл на теноре в регулярной последовательности альбомов Дэвиса, был Filles de Kilimanjaro. В 1969 году он сыграл сопрано в альбоме Дэвиса In a Silent Way и в своём собственном Super Nova (записанным тогдашними сайд-менами Девиса — Чиком Кориа и Джоном Маклафлином). Во время концертов с Дэвисом, а также на записях с лета 1969 года до начала весны 1970 года он играл как на сопрано, так и на теноре; к началу 1970-х годов он главным образом играл сопрано.

#### Сольные записи для Blue Note
Будучи участником квинтета Майлса Дейвиса, Уэйн Шортер также работал над сольными записями. Ими стали несколько альбомов, изданные на лейбле Blue Note Records и включающие в себя в основном композиции авторства Шортера, записанные разными составами, включая таких фаворитов лейбла как Фредди Хаббард. Первым таким альбомом стал Night Dreamer, записанный на «базе» джазовой музыки, известной студии Руди Ван Гельдера в 1964 году с Ли Морганом (труба), Маккоем Тайнером (фортепиано), Реджи Уоркманом (контрабас) и Элвином Джонсом (барабаны). К тому же времени относятся одни из самых известных альбомов Шортера Juju и Speak No Evil.

### Weather Report (1971—1985)
В 1970 году Уэйн Шортер издаёт альбом Odyssey of Iska и основывает группу Weather Report вместе с пианистом Джо Завинулом, который также продолжительное время сотрудничал с Майлзом Дейвисом. Первоначальный состав включал в себя таких музыкантов, как Мирослав Витоуш (контрабас), Аирто Морейра (перкуссия) и Альфонс Музон (барабаны). После ухода Витоуша в 1973 году Шортер и Завинул возглавили группу вплоть до её распада в конце 1985 года. Weather Report стала плацдармом для многих музыкантов, среди которых был и бас-гитарист Джако Пасториус.

#### Сольные и побочные проекты
Шортер продолжил выпускать альбомы в качестве бэндлидера, такие как Native Dacer, в записи которого приняли участие Хэнкок, а также бразильский композитор и вокалист Милтон Насименто.
В 1970-е и в начале 1980-х активно гастролировал с квинтетом V.S.O.P. Херби Хэнкока, который был сформирован фактически на основе Второго великого квинтета Майлса, однако место трубача занял Фредди Хаббард. Также Шортер, с бывшими товарищами по группе Дэвиса, участвовал в записи двойного альбома Карлоса Сантаны The Swing of Delight, в котором написал несколько пьес.
С 1977 по 2002 год Уэйн Шортер участвовал в записи десяти альбомов Джони Митчел. Играл расширенное соло в заглавном треке альбома группы Steely Dan в альбоме Aja (1977).

### Поздняя карьера
После ухода из Weather Report Шортер продолжил записывать и возглавлять коллективы, занимаясь джазовым синтезом. Участвовал в различных проектах, к примеру, гастролировал с гитаристом Карлосом Сантаной в 1988 году, который раннее появлялся в последнем альбоме Weather Report This Is This!. В 1994 году вместе с Хэнкоком, Роном Картером и Тони Уильямсом записал альбом-посвящение Майлсу Дэвису, который ушёл из жизни несколькими годами ранее. Продолжал появляться в записях Митчелл в 1990-х годах и может быть услышан в саундтреке к фильму Харрисона Форда «Беглец» (1993).
В 1995 году после семилетнего перерыва в сольной дискографии Шортер выпустил пластинку High Life, которая получила премию Грэмми в 1997 году как лучший альбом в современном джазе. Это был его сольный дебют на Verve Records. Шортер сочинил все композиции в альбоме и сопродюсировал его с басистом Маркусом Миллером.
Также в очередной раз работал с Хэнкоком в 1997 году, участвуя в записи знаменитого альбома 1+1. Песня «Aung San Suu Kyi» (названная в честь бирманской активистки-демократа) выиграла премию «Грэмми».
В 2009 году был объявлен одним из главных артистов на Всемирном музыкальном фестивале Гнауа в Эс-Сувейре, Марокко. Его альбом Without a Net вышедший в 2013 году являлся первым на Blue Note Records, после перерыва с Odyssey of Iska .

#### Квартет
В 2000 году Шортер собрал квартет, с которым долгое время гастролировал по всему миру. В его состав вошли: пианист Данило Перес, басист Джон Патитуччи и барабанщик Брайан Блэйд. Квартет Шортера исполняет в основном классические хиты саксофониста. Квартетом было выпущено три записи живых концертов: Footprints Live! (2002), Beyond the Sound Barrier (2005) и Without a Net (2013). За альбом Beyond the Sound Barrier была получена премия Грэмми в 2006 за лучший инструментальный джазовый альбом.
Альбом 2003 года Alegría (первый студийный альбом в течение 10 лет, начиная с High Life) получил премию Грэмми за лучший инструментальный джазовый альбом в 2004 году. В записи альбома участвовало много приглашенных музыкантов, в том числе пианист Брэд Мелдау, барабанщик Каррингтон и бывший перкуссионист Weather Report Алекс Акунья. Альбом состоит из композиций Шортера, часть из которых новые, некоторые же были переработаны со времени сотрудничества с Дэвисом. Используются сложные латинские ритмы, которые в большом количестве использовались в Weather Report.

### Mega Nova
В 2016 году было объявлено, что Шортер, Карлос Сантана и Хэрби Хэнкок начнут гастролировать под названием Mega Nova. Также в составе супер-группы был басист Маркус Миллер и барабанщица Синди Блэкман. Их первое шоу состоялось 24 августа 2016 года в Голливуд-боул.

### Смерть
Уэйн Шортер скончался 2 марта 2023 года в Лос-Анджелесе в возрасте 89 лет.

## Личная жизнь
В 1961 году Шортер встречался с Теруко (Ирен) Накагами (англ. Teruko (Irene) Nakagami). Позже они поженились, и у них родилась дочь Мияко. Некоторые из его композиций защищены авторским правом как «Miyako Music», также дочери посвящены композиции «Miyako» и «Infant Eyes» (рус. Младенческие глаза). Пара развелась в 1964 году.
Встречались с Анной Марией Патрисио в 1966 году; они поженились в 1970 году. В 1985 году их дочь Иска умерла от генерализованного тонико-клонического приступа в 14 лет. Анна Мария и племянница пары Далила погибли в июле 1996 года в катастрофе Boeing 747 под Нью-Йорком, во время полета в Италию. Далила была дочерью сестры Анны Марии Шортер и её мужа, джазового вокалиста Джона Люсьена.
В 1999 году Шортер женился на Каролине Дос Сантос, близкой подруге Анны Марии. Он практикует буддизм Нитирэн и является давним членом буддийской ассоциации Soka Gakkai International.
Кузен Уэйна — композитор и продюсер Рик Шортер, который умер в сентябре 2017 года.

## Признание творчества
17 сентября 2013 года Шортер получил премию за жизненные достижения в Институте джаза Телониуса Монка.
18 декабря 2014 года Национальная академия искусства и науки звукозаписи объявила, что Шортер был удостоен премии Грэмми «за музыкальные достижения всей жизни» в честь «плодовитого вклада в нашу культуру и историю».
В 2016 году был награждён стипендией Гуггенхайма в области музыкальной композиции, став единственным джазовым артистом, получившим её в этом году.
В 2017 году был объявлен победителем премии Polar Music Prize.
В 2015 году продюсер и режиссёр Дорсай Алави начал снимать документальный фильм о жизни Уэйна Шортера под названием Wayne Shorter: Zero Gravity. Выход фильма планируется на 6 мая 2019 года в США.

## Избранная дискография
- Introducing Wayne Shorter (Vee-Jay 1959)
- Second Genesis (Vee-Jay 1960)
- Wayning Moments (Vee-Jay 1962)
- Night Dreamer (Blue Note 1964)
- JuJu (Blue Note 1964)
- Speak No Evil (Blue Note 1965)
- The Soothsayer (Blue Note 1965)
- Et Cetera (Blue Note 1965)
- The All Seeing Eye (Blue Note 1965)
- Adam’s Apple (Blue Note 1966)
- Schizophrenia (Blue Note 1967)
- Super Nova (Blue Note 1969)
- Odyssey of Iska (Blue Note 1970)
- Moto Grosso Feio (Blue Note 1970)
- Native Dancer (1974)
- Atlantis (1985)
- Phantom Navigator (1986)
- Joy Ryder (1988)
- Carlos Santana and Wayne Shorter — Live at the Montreux Jazz Festival 1988 (1988)
- High Life (1995)
- 1+1 при участии Хэрби Хэнкока (1997)
- Footprints Live! (2002)
- Alegría (2003)
- Beyond the Sound Barrier (2005)
- Without a Net (2013)
- Emanon (2018)

## Награды
- 1962: Down Beat Poll Победитель в номинации New Star Saxophonist
- 1979: Грэмми за лучший джаз-фьюжн перфоманс за альбом Weather Report 8:30
- 1987: Грэмми за лучшую инструментальную композицию «Call Sheet Blues» записанную Шортером, Хэрби Хэнкоком, Роном Картером и Билли Хиггинсом (в альбоме The Other Side of Round Midnight при участии Декстера Гордона)
- 1994: Грэмми за лучший джазовый инструментальный альбом за A Tribute to Miles
- 1996: Грэмми за лучший современный джазовый альбом за High Life
- 1996: Премия Майлса Дэвиса, Международный джазовый фестиваль в Монреале
- 1997: Грэмми за лучшую инструментальную композицию «Aung San Suu Kyi» (из альбома 1+1)
- 1998: Национальная стипендия NEA Jazz Masters
- 1999: Почётная докторская степень в Музыкальном колледже Беркли
- 1999: Грэмми за лучшее джазовое инструментальное соло в треке «In Walked Wayne» (в альбоме Джея Джонсона Heroes)
- 2003: Грэмми за лучшую инструментальную композицию «Sacajawea» (из альбома Alegría)
- 2003: Грэмми за лучший джазовый инструментальный альбом за Alegría
- 2005: Грэмми за лучший джазовый инструментальный альбом за Beyond the Sound Barrier
- 2006: Премия Ассоциации джазовых журналистов в номинации Малый коллектив года квартету Уэйна Шортера
- 2014: Грэмми за лучшее джазовое инструментальное соло в треке «Orbits» (из альбома Without a Net)
- 2017: Polar Music Prize